# Japan Soccer League Cup 1984
Der Japan Soccer League Cup 1984 war die neunte Ausgabe des Japan Soccer League Cup. Sieger des Wettbewerbs waren die Yanmar Diesel.

## Ergebnisse

### 1. Runde
|                    | Ergebnis        |               |
| ------------------ | --------------- | ------------- |
| All Nippon Airways | 0:2             | Nippon Kokan  |
| Yomiuri            | 4:2             | Fujitsu       |
| Furukawa Electric  | 1:1 (3:2 i. E.) | Nippon Steel  |
| Nissan Motors      | 1:0             | Toyota Motors |

### Achtelfinale
|                     | Ergebnis        |                             |
| ------------------- | --------------- | --------------------------- |
| Hitachi             | 2:0             | Nippon Kokan                |
| Matsushita Electric | 1:0             | Yamaha Motors               |
| Yanmar Diesel       | 3:1             | Sumitomo Metals             |
| Yomiuri             | 1:4             | Mazda                       |
| Fujita Industries   | 0:2             | Furukawa Electric           |
| Toshiba             | 2:1             | Tanabe Pharmaceutical       |
| Kofu SC             | 0:3             | Honda Motors                |
| Nissan Motors       | 0:0 (4:5 i. E.) | Mitsubishi Heavy Industries |

### Viertelfinale
|                   | Ergebnis |                             |
| ----------------- | -------- | --------------------------- |
| Hitachi           | 2:1      | Matsushita Electric         |
| Yanmar Diesel     | 3:0      | Mazda                       |
| Furukawa Electric | 0:1      | Toshiba                     |
| Honda Motors      | 2:0      | Mitsubishi Heavy Industries |

### Halbfinale
|         | Ergebnis        |               |
| ------- | --------------- | ------------- |
| Hitachi | 2:2 (3:4 i. E.) | Yanmar Diesel |
| Toshiba | 1:0             | Honda Motors  |

### Finale
|               | Ergebnis |         |
| ------------- | -------- | ------- |
| Yanmar Diesel | 3:0      | Toshiba |